# Sllave Llambi
Sllave Llambi (Dibër, 26 giugno 1919 – 31 dicembre 1985) è stato un allenatore di calcio e calciatore albanese, di ruolo centrocampista.

## Carriera

### Club
Ha disputato la stagione 1942 - 1943 di Serie B a Lodi con il Fanfulla, disputando da centrocampista 27 partite di campionato.

### Nazionale
Tra il 1946 e il 1950 ha disputato 19 gare con la nazionale albanese, fungendo anche da allenatore-giocatore nel 1949.

## Palmarès

### Giocatore

#### Club

##### Competizioni nazionali
- Campionato albanese: 3

Partizani Tirana: 1947, 1948, 1949
- Coppa d'Albania: 2

Partizani Tirana: 1948, 1949